# 大自然逐樣講
香港電台生態紀錄片《大自然逐樣講》是《大自然大不同》的第二季。不同於《大自然大不同》每集25分鐘的格式，《大自然逐樣講》是30集，每集5分鐘地 「增加觀眾對[香港]生態的認識」 。

## 攝影師

### 黃遂心
大學時以一級榮譽畢業於英國 Falmouth University 的海洋及生態歷史攝影。畢業後加入了英國廣播公司（BBC）自然歷史組，負責資料搜集工作。2018年以中華白海豚為題材的畢業習作《白海豚失樂園Breathing Room》榮獲第52屆美國侯斯頓國際電影節 (WorldFest Houston International Film Festival)「海洋學/海洋生物學」紀錄片金奬， 入圍2018奧地利因斯布魯克國際自然電影節最佳年青導演組別(Innsbruck Nature Film Festival Young Talent) 及 2019美國傑克遜野生媒體大賞外語評審團特別獎 (Jackson Wild Media Awards in the Special Jury: Foreign Language category)。 參與港台生態紀錄片《大自然大不同》及《大自然逐樣講》的拍攝。

### 馮漢城
2016 年馮漢城畢業於香港中文大學生物學。他的《Wild Hong Kong》系列的生態紀錄片為「首個以香港生態及生物多樣性為主題的紀錄短片系列」。馮「希望透過影像的力量，切實地紀錄香港的郊野生態，期許在不用改變任何環境生態下，就能改變人們對保育環境的心。」馮曾經出席主持長春社《保育郊野公眾講座及導賞》和香港戶外生態教育協會(OWLHK) 的《大嶼．印象生態短片》分享會。此外，馮亦幫香港觀鳥會拍製魚塘生物多樣性紀錄片。

### 李詠豪
李詠豪在2000至2001年間發現一種外來的溫室蟾，在2016年南丫島做溫室蟾調查的期間，李發現當地的南海溪蟹同其他地方的香港南海溪蟹外型、特徵、生活習不同，有可能發現一個新品種。2010年李詠豪在嘉道理農場暨植物園做動物保育員，2015年在台灣東海大學畢業，2016-2019年間在香港浸會大學擔任生物系研究助理，於2018年同當時浸會大學生物系講師宋亦希發表香港新物種- 香港半葉趾虎(Hemiphyllodactylus hongkongensis)。李詠豪17歲時開始在市區幫警察捉誤闖民居的蛇 。

## 香港的生態系統

### 泥灘 / 濕地
潮間帶泥灘也被稱為濕地，主要是指海洋和陸地鹽水和淡水交接，以泥土為基質的地方。《拉姆薩爾公約》全名為《特別是作為水禽棲息的國際重要濕地公約》，於1971 年在伊朗由跨國政府一起界定濕地為「沼澤、泥沼地、泥炭沼或被水淹浸的地區。無論是天然或人工，永久性還是暫時性，死水或是流動的水，淡水、鹹淡水或鹹水，包括沿海地區，潮退時水深不超過六米的地方 」。泥灘是有水浸的泥地，在濕地低窪地區或舊湖泊盆地形成，主要水源為雨水。大部分在泥沼生長的植物都能在酸性及低養分的環境生長。泥灘可儲存大量二氧化碳，濕地植物也會汲取水和泥土中的養分並儲存起來，有助減少氣候變化的影響。。泥灘是世界上其中一個生態最豐富的生境。泥灘作為水鳥覓食地的重要性，香港觀鳥會會進行管理泥灘植物的工作。在香港，米埔及后海灣內一帶的濕地是香港最大及最有代表性的濕地。其他泥灘有元朗的白泥。大自然保護協會在生物多樣性豐富的白泥進行廢蠔田研究和分析及建立了首個永久的「香港珍貴蠔礁展示館」，展出有關后海灣文化歷史以及蠔的科學知識。大埔的汀角泥灘更因為紅樹林而被評定為「具特殊科學價值地點」 。另一方面，
大嶼山的水口灣泥灘除了是消閒活動的熱點，亦孕育包括有「活化石」之稱的馬蹄蟹等多種珍貴生態。然而，龍尾灘泥灘的情況有點特殊。這個本來未受廣泛關注的泥灘，在2000年代時政府土木工程拓展署計劃耗資一億三千萬公帑，提出填海將之變成人工泳灘。 工程涉及將原來天然泥灘表面挖走，然後人工鋪沙，受到市民強烈反對 。

### 紅樹林
紅樹林是指一類「生長於熱帶，亞熱帶河口交會處或海岸地區的喬木或灌木」群落 。香港大約有六十片紅樹林，是「珠江三角洲中所餘最大的叢林組」，分佈於新界東北、西北、西貢、大嶼山、香港島，其中最大面積的散佈在深水灣沿岸一帶。其中大埔汀角因為紅樹林而在１９８５年被評定為「具特殊科學價值地點」 。香港的紅樹林經歷多年的生態環境破壞，目前總面積只有350公頃。紅樹林除了為幼魚幼蟹提供棲身地之外，更是一個抵受海浪的天然堤壩，也是一個吸收水中有害的物質的天然過濾器。香港中文大學環境學家李成業教授研究指出，雖然紅樹林能夠分解樹幹和植物，但由於其系統中的氧氣不足，分解過程頗為緩慢。正因如此，比其他樹林，紅樹林得以把碳儲起一段更長時間，導致其碳容量比學界向來估算的高出百分之二十三，對減緩地球暖化大有幫助。

### 河口/溪澗
香港有超過200條的河流及溪澗，總長約二千五百公里。而城市發展則意味著河流被石屎渠道化，例如錦田河、城門河、山貝河 。根據香港地球之友2004年致香港政府的投訴信提到，香港當時並沒有任何保護河流的法例，因而接連發生河流被肆意破壞的事件。香港溪澗有超過180種淡水魚及20多種蛙類。當中的香港瘰螈，是本港唯一的有尾兩棲類，被國際自然保護聯盟列為「近危」物種。河溪亦為蜻蜓、螢火蟲、蜉蝣等提供棲息地。林村河、荔枝窩河、丹山河的部分河段，列為「具重要生態價值河溪」。

## 香港的生物多樣性
聯合國在1992年5月22日通過《生物多樣性公約》，以提升公眾對生物多樣性的認識。公約在2011年引至香港，因此香港的自然保育政策同措施，必須符合公約的規定。 根據香港生物多樣性訊息系統， HKBIS， 的紀錄，香港有超過4000種本地物種。根據香港政府一站通，香港有「 3,000 種開花植物、55種陸棲哺乳動物、超過100種兩棲和爬行動物、200種淡水魚、128 種蜻蜓、245 種蝴蝶，以及超過550種鳥類」。有學者指出香港的生物多樣性源自三大原因: 熱帶的位置與氣候、多樣性的環境與生境、和環境保護條例。

## 東亞-澳大利西亞遷飛路線
根據香港觀鳥會，東亞─澳大利西亞遷飛區覆蓋範圍由北極圈一直伸延至亞洲、澳洲及紐西蘭。香港的后海灣正位於航道中間，是每年幾千萬隻經此道的候鳥的重要「過境區」和「補給站」，令牠們有足夠氣力繼續其長途旅程。據統計，東亞-澳大利西亞遷飛區中有大約492種水鳥，包括33種國際受威脅品種。

## 每集資訊
| 發布日期   | 集數 | 標題                               | 種類 / 學名                                                                                            | 地點                             | 攝影                     |
| ---------- | ---- | ---------------------------------- | --- | -------------------------------- | ------------------------ |
| 29/08/2020 | 1    | 外來魚之亂                         | 外來品種: (麗魚科) 金山鯽, 非洲鯽, 齊氏非鯽 本地/原生品種: 七星魚                                      | 離島 新界 河口/溪澗              | 馮漢城                   |
| 05/09/2020 | 2    | 夕陽盛燕 (候鳥/遷徙鳥)             | 燕鴴 黑尾塍鷸 反嘴鷸 黑臉琵鷺 家燕                                                                     | 新界西北/后海灣                  | 黃遂心 郭子祈            |
| 12/09/2020 | 3    | 燒烤場旅行 (候鳥/遷徙鳥)           | 瀕危品種: 栗頭虎斑鳽 (栗鳽) 黑冠鳽                                                                     | 香港燒烤場                       | 黃遂心                   |
| 19/09/2020 | 4    | 今次捉蟲鳥！ (候鳥/遷徙鳥)         | 灰頭鵐 戴勝 黄眉姫鶲 白腹藍姫鶲 棕尾褐鶲                                                               |                                  | 黃遂心 馮漢城            |
| 26/09/2020 | 5    | 領角鴞一家                         | 領角鴞 (貓頭鷹)                                                                                        | 木麻黃樹                         | 馮漢城                   |
| 03/10/2020 | 6    | 林鳥的春天                         | 黃頰山雀 暗綠繡眼鳥(相思鳥) 橙腹葉鵯 藍翅葉鵯 大山雀 叉尾太陽鳥 髮冠卷尾                               | 喬木林, 荷花池 吊鐘王樹 象牙花叢 | 馮漢城 (生態攝影)        |
| 10/10/2020 | 7    | 鷺鳥生存之道 (候鳥/遷徙鳥)         | 蒼鷺 黑臉琵鷺 大白鷺 小白鷺 夜鷺                                                                       | 大埔林村河 / 吐露港              | 馮漢城 (生態攝影)        |
| 17/10/2020 | 8    | 黑暗中的母愛                       | 小蹄蝠 中華菊頭蝙蝠                                                                                    |                                  | 張佑新                   |
| 24/10/2020 | 9    | 獼猴社會                           | 獼猴                                                                                                   |                                  | 黃遂心                   |
| 31/10/2020 | 10   | 有個黑眶的蟾蜍                     | 黑眶蟾蜍 蝦虎魚                                                                                        |                                  | 李詠豪(生態攝影)         |
| 07/11/2020 | 11   | 高地蛙                             | 植物: 金線蓮, 寬苞茅膏菜, 山薑 爬蟲類: 越南烙鐵頭, 棱蜥 兩棲動物: 小棘蛙, 香港湍蛙, 劉氏掌突蟾, 棘胸蛙 | 高山/山林的溪流                  | 李詠豪(生態攝影)         |
| 14/11/2020 | 12   | 我的蝌蚪很特別                     | 花姬蛙 短腳角蟾                                                                                        | 池塘, 米田, 溪間                 | 張佑新 馮漢城 (生態攝影) |
| 21/11/2020 | 13   | 我的蝌蚪夠多（页面存档备份，存于） | 沼蛙                                                                                                   | 池塘                             | 張佑新 馮漢城 (生態攝影) |
| 28/11/2020 | 14   | 我的蝌蚪用泡包                     | 斑腿泛樹蛙                                                                                             | 溪間                             | 張佑新 馮漢城 (生態攝影) |
| 05/12/2020 | 15   | 愛之池                             | 原生品種—香港瘰螈                                                                                      | 溪間                             | 張佑新                   |
| 12/12/2020 | 16   | 石菖蒲幫一把                       | 原生品種—香港瘰螈                                                                                      | 溪邊植物金錢菖(石菖蒲)           | 張佑新                   |
| 19/12/2020 | 17   | 我是一隻小小小蟹                   | 和尚蟹 股窗蟹 角眼拜佛蟹                                                                               | 沙灘                             | 張佑新 梁子峰 程建明     |
| 26/12/2020 | 18   | 食素蟹？有時喇                     | 秀麗長方蟹 雙齒擬相手蟹 紅螯螳臂蟹 中型仿相手蟹                                                        | 泥灘, 紅樹林                     | 張佑新 梁子峰 程建明     |
|            | 19   |                                    | |                                  |                          |
|            | 20   |                                    | |                                  |                          |
|            | 21   |                                    | |                                  |                          |
|            | 22   |                                    | |                                  |                          |
|            | 23   |                                    | |                                  |                          |
|            | 24   |                                    | |                                  |                          |
|            | 25   |                                    | |                                  |                          |
|            | 26   |                                    | |                                  |                          |
|            | 27   |                                    | |                                  |                          |
|            | 28   |                                    | |                                  |                          |
|            | 29   |                                    | |                                  |                          |
|            | 30   |                                    | |                                  |                          |